# Porqueira
Porqueira (spanisch Porquera) ist eine spanische Gemeinde (Concello) mit 832 Einwohnern (Stand: 2024) in der Provinz Ourense der Autonomen Gemeinschaft Galicien.

## Geografie
Porqueira liegt ca. 39 Kilometer südlich der Provinzhauptstadt Ourense in einer durchschnittlichen Höhe von ca. 630 m.

## Bevölkerungsentwicklung der Gemeinde
Legende: Porquera___Porqueira

Quelle: INE-Archiv – grafische Aufarbeitung für Wikipedia

## Gemeindegliederung
Die Gemeinde Porqueira ist in sechs Parroquias gegliedert:
| Parroquias               | Patrozinium  | Einwohner 2024 | Fläche km² | Dichte Einw./km² | Höhe msnm | Ortskennzahl |
| ------------------------ | ------------ | -------------- | ---------- | ---------------- | --------- | ------------ |
| Paradela de Abeleda      | San Xoán     | 100            | 8,20       | 12               | 662       | 32062020000  |
| Porqueira                | Santa María  | 190            | 7,40       | 26               | 0         | 32062040000  |
| Sabucedo                 | San Salvador | 240            | 9,02       | 27               | 670       | 32062050000  |
| San Lourenzo de Abeleda  | San Lourenzo | 121            | 5,48       | 22               | 0         | 32062010000  |
| San Martiño de Porqueira | San Martiño  | 112            | 6,14       | 18               | 0         | 32062030000  |
| Sobreganade              | San Mamede   | 78             | 7,16       | 11               | 844       | 32062060000  |

## Wirtschaft
| Ackerbau, Viehzucht und Fischerei                                                  | 034 | 015,38 |
| Industrie                                                                          | 022 | 09,95  |
| Bauwirtschaft                                                                      | 014 | 06,33  |
| Dienstleistungsbetriebe                                                            | 151 | 068,33 |
| Total                                                                              | 221 | 100,00 |
| * Daten aus dem Statistischen Amt für Wirtschaftliche Entwicklung in Galicien, IGE |     |        |

## Sehenswürdigkeiten
- Turm von Porqueira
- Laurentiuskirche in Abeleda
- Marienkirche in Porqueira
- Martinskirche in Porqueira
- Salvatorkirche in Sabucedo
- Kirche San Mamed in Sobreganade

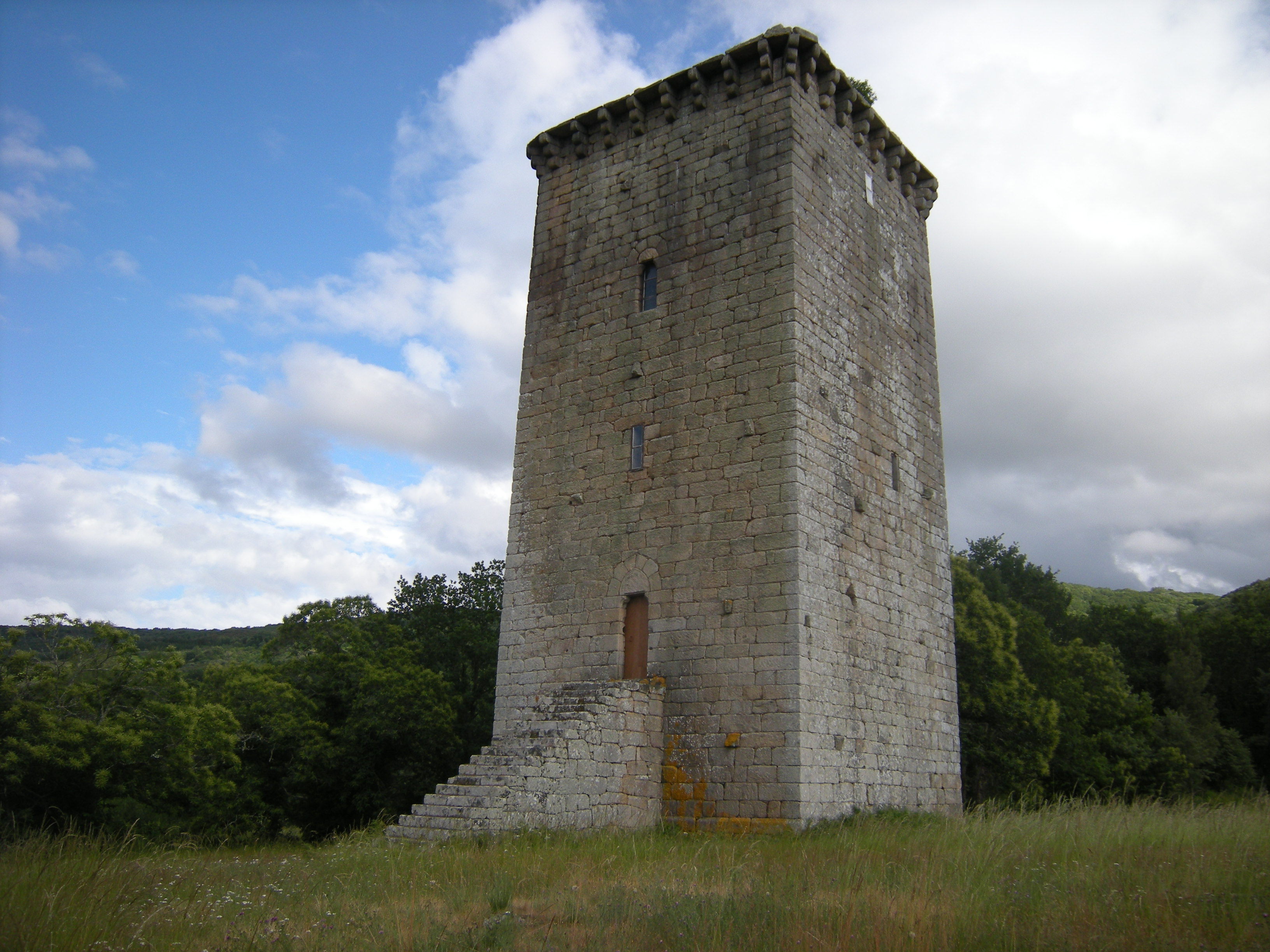
Turm
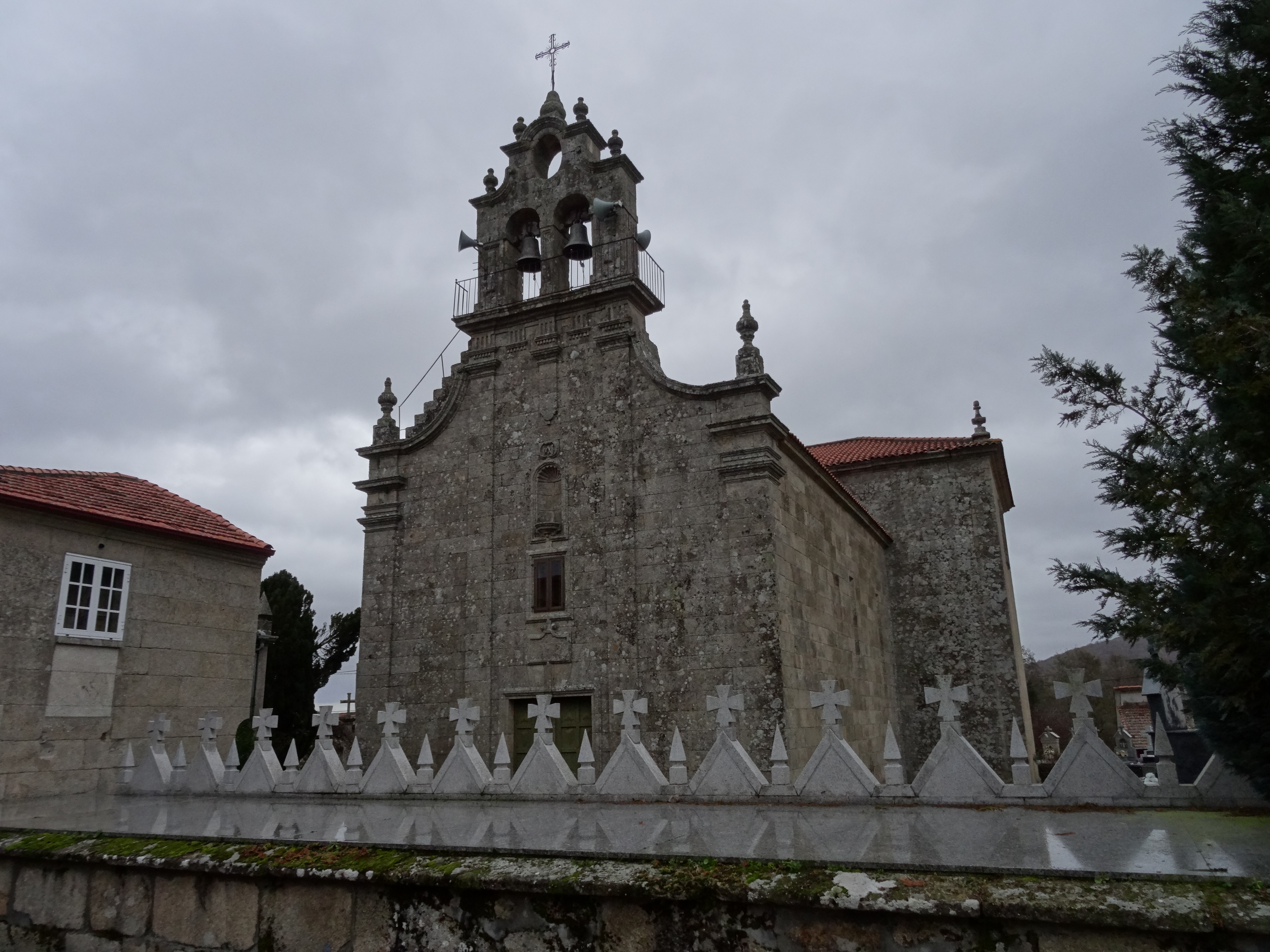
Marienkirche
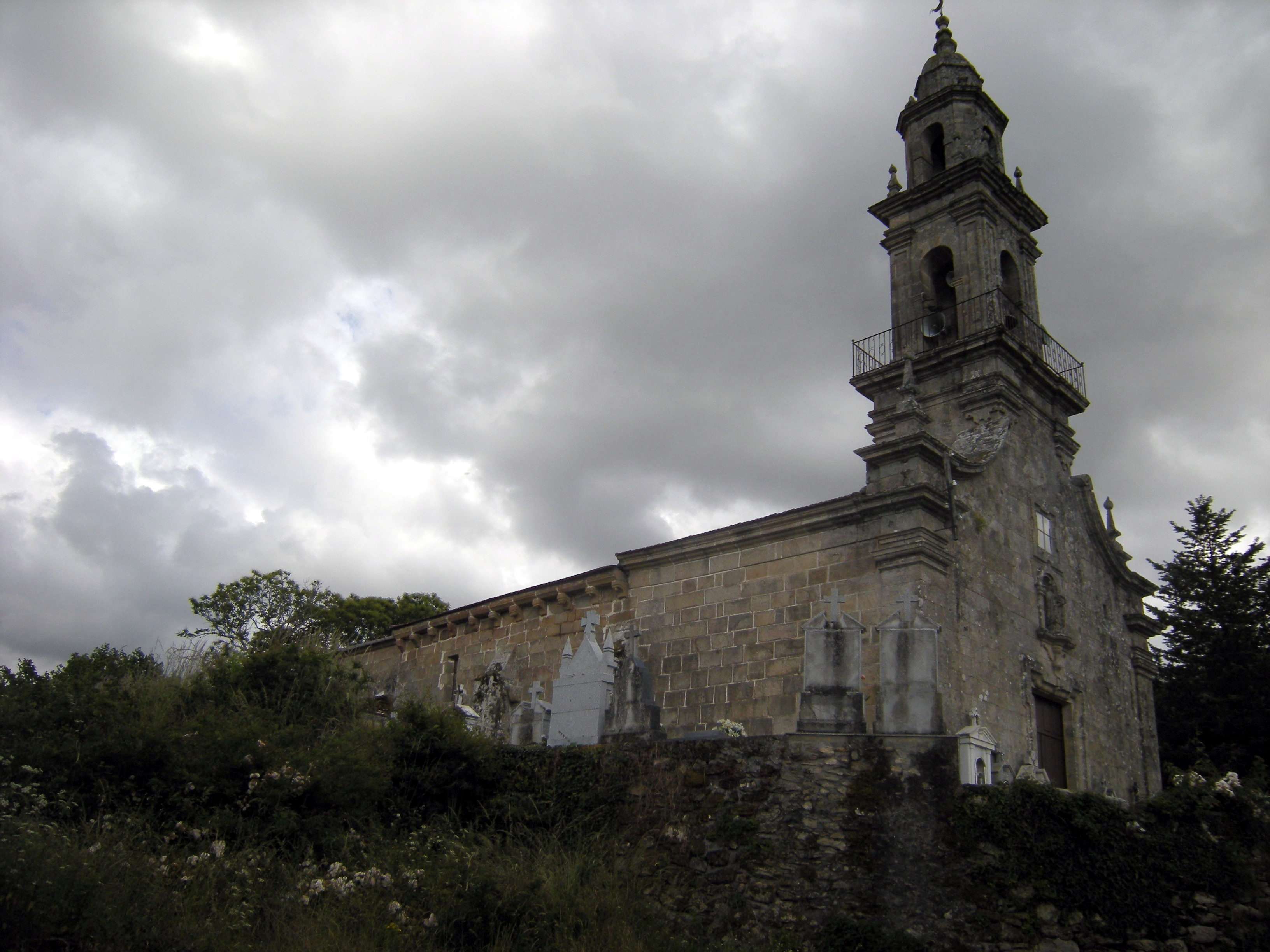
Martinskirche
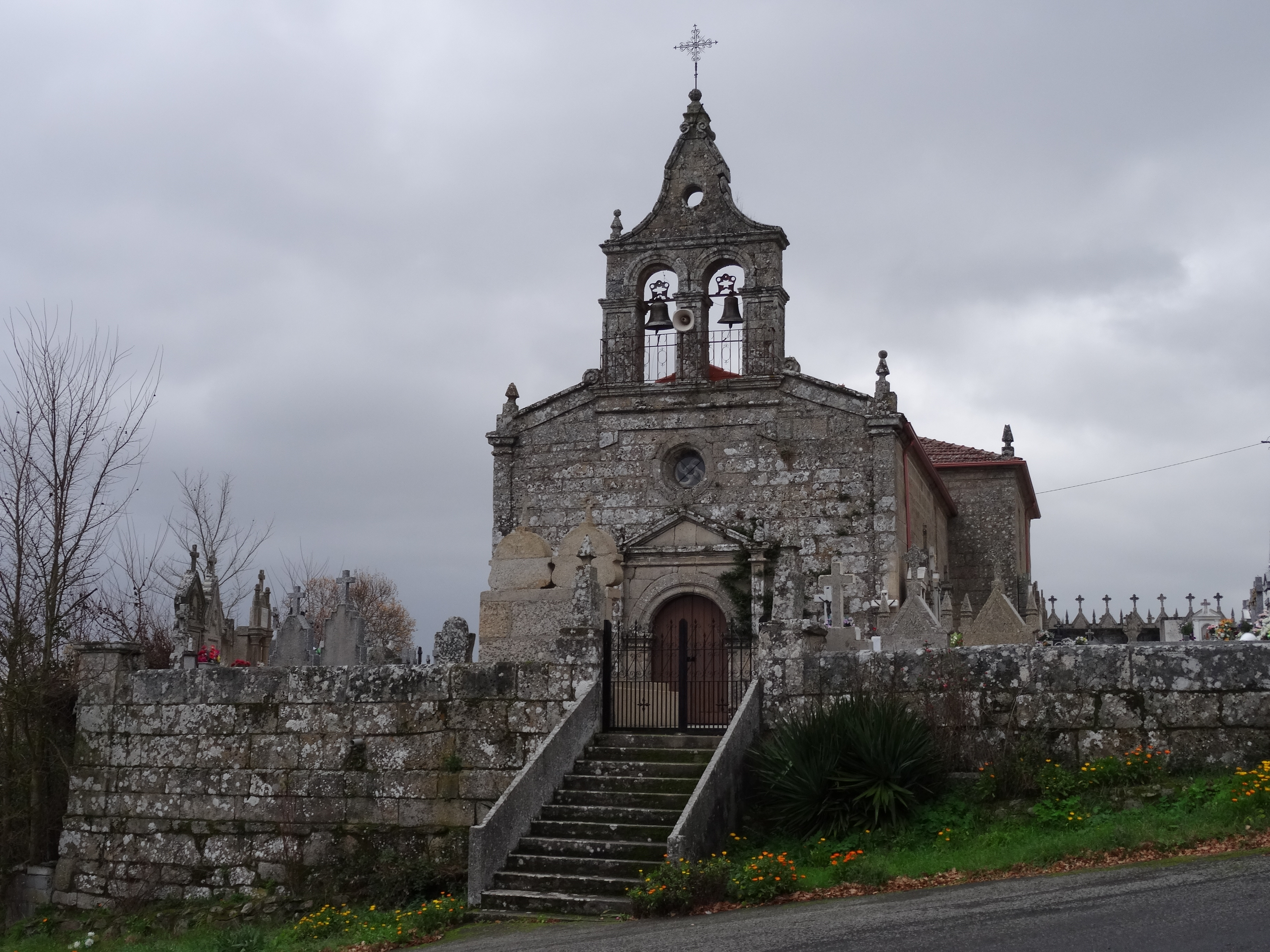
Salvatorkirche
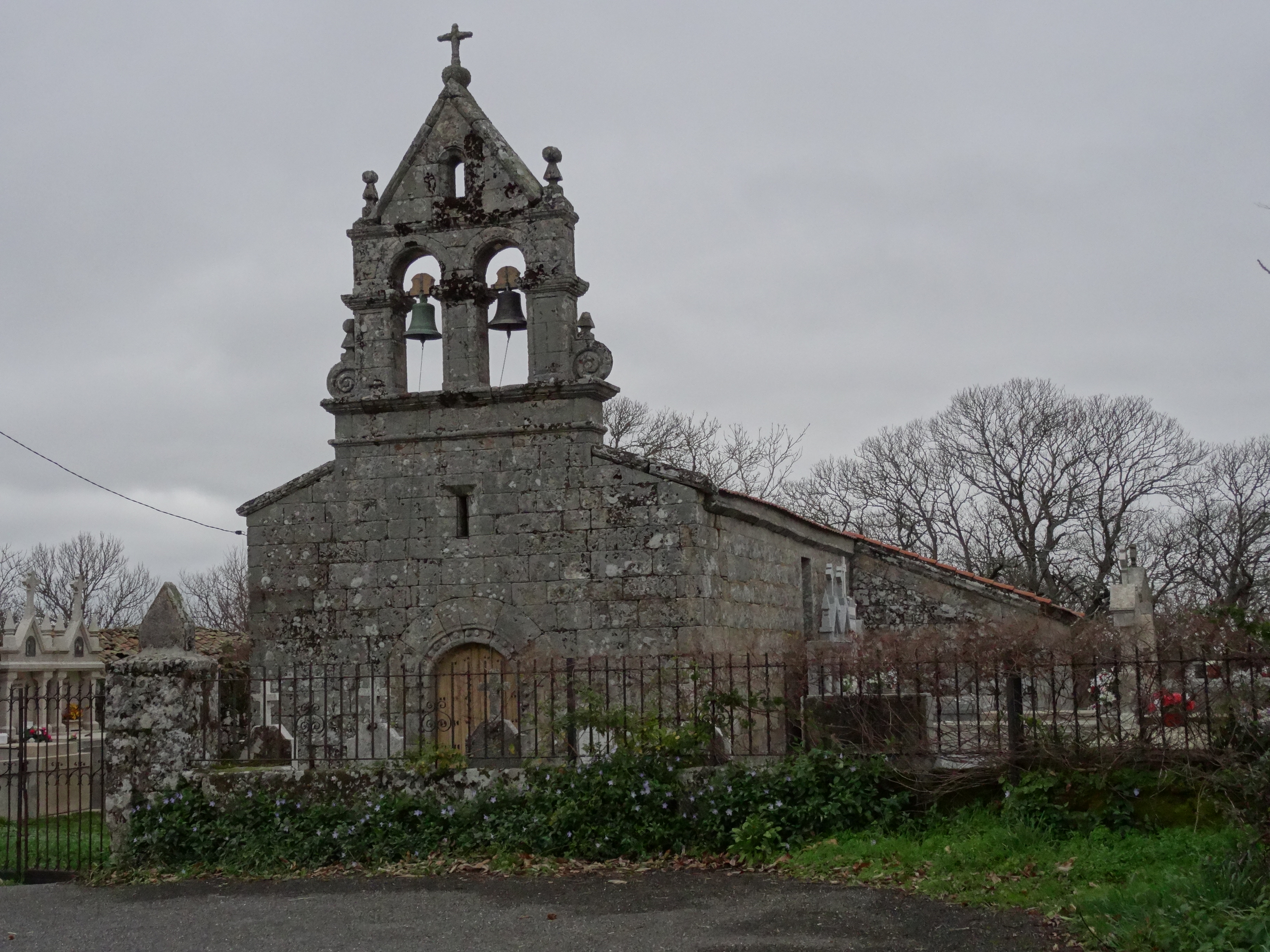
Kirche San Mamed
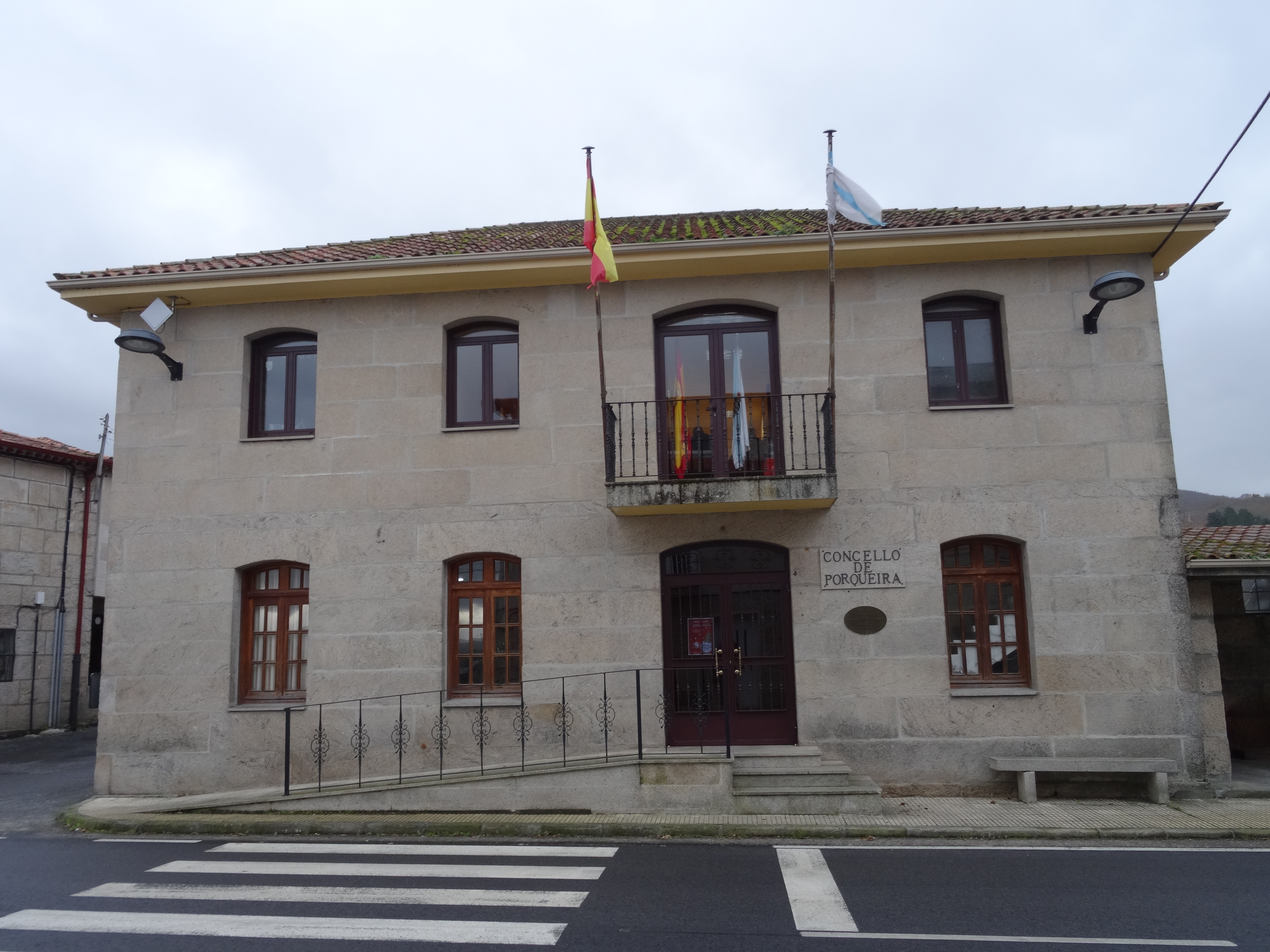
Rathaus